# دانشگاه منچستر
دانشگاه منچستر (به انگلیسی: University of Manchester) یک دانشگاه تحقیقاتی دولتی در منچستر واقع در شمال‌غرب انگلستان است که در سال ۲۰۰۴ میلادی درنتیجه ادغام دانشگاه ویکتوریا منچستر با مؤسسه علم و فناوری منچستر تشکیل شده‌است.
دانشگاه منچستر معروف به اولین شهر دانشگاهی انگلستان ارتباط نزدیکی با توسعه منچستر به‌عنوان اولین شهر صنعتی جهان دارد. این دانشگاه در زمینه آموزش عالی و تحقیقات نورآورانه در جهان حائز اهمیت می باشد و با هدف ترقی و بهبود زندگی مردم از طریق آموزش و تحقیق و از طریق ایده‌ها، اکتشافات و علم و دانش به شکل‌گیری جهان مدرن کمک بسیاری کرده است.
این دانشگاه بیشترین تعداد دانشجـویان فارغ‌التحصیـل در زمینه مراقبت‌های بهداشتی به NHS  (خدمات بهداشتی ملی) را در شمـال‌غـرب انگلستان دارا می باشد و همچنین در زمینه علوم زیستی و پزشکی جز موسسات پیشرو جهانی محسوب می‌شود.
دانشگاه منچستر فعالیت های گسترده خود را در ۳ دانشکده زیرسازماندهی کرده‌است که هرکدام در زمینه آموزش و تحقیقات منطقه خاصی متمرکز هستند.
دانشکده علوم زیستی، دانشکده علوم پزشکی، دانشکده علوم بهداشت
ریشه تأسیس این دانشگاه به سال ۱۸۲۹ برمی‌گردد و پردیس اصلی آن در شهر منچستر قرار دارد. دانشگاه منچستر در رده بهترین و معتبرترین دانشگاه‌های انگلستان و اروپا قرار گرفته‌است. این دانشگاه رتبه پنجم در انگلستان (پس از آکسفورد، کمبریج، دانشگاه کالج لندن و امپریال کالج لندن) و هفتم اروپا گرفته‌است. دانشگاه منچستر در رنکینگ سال ۲۰۱۲ شانگهای در رتبه ۴۰ و در رنکینگ QS در رتبه ۲۸ جهان قرار گرفته‌است. دانشکده مهندسی و همچنین مدرسه کسب‌وکار منچستر (Manchester Business School) در رده بهترین‌های اروپا و جهان قرار دارند. طبق گزارش‌های فاینشنال تایمز مدرسه مدیریت منچستر طی سال‌های ۲۰۰۹ تا۲۰۱۳ رتبه ۱ دوره‌های دکترا را در سطح دانشگاه‌های جهان به دست آورده و فارغ‌التحصیلان آن در بهترین و معتبرترین دانشگاه‌های جهان مشغول به فعالیت و کار علمی هستند. ۲۵ نفر از برندگان نوبل جزو کارکنان و دانشجویان دانشگاه منچستر بوده‌اند.

## آخرین دستاوردها

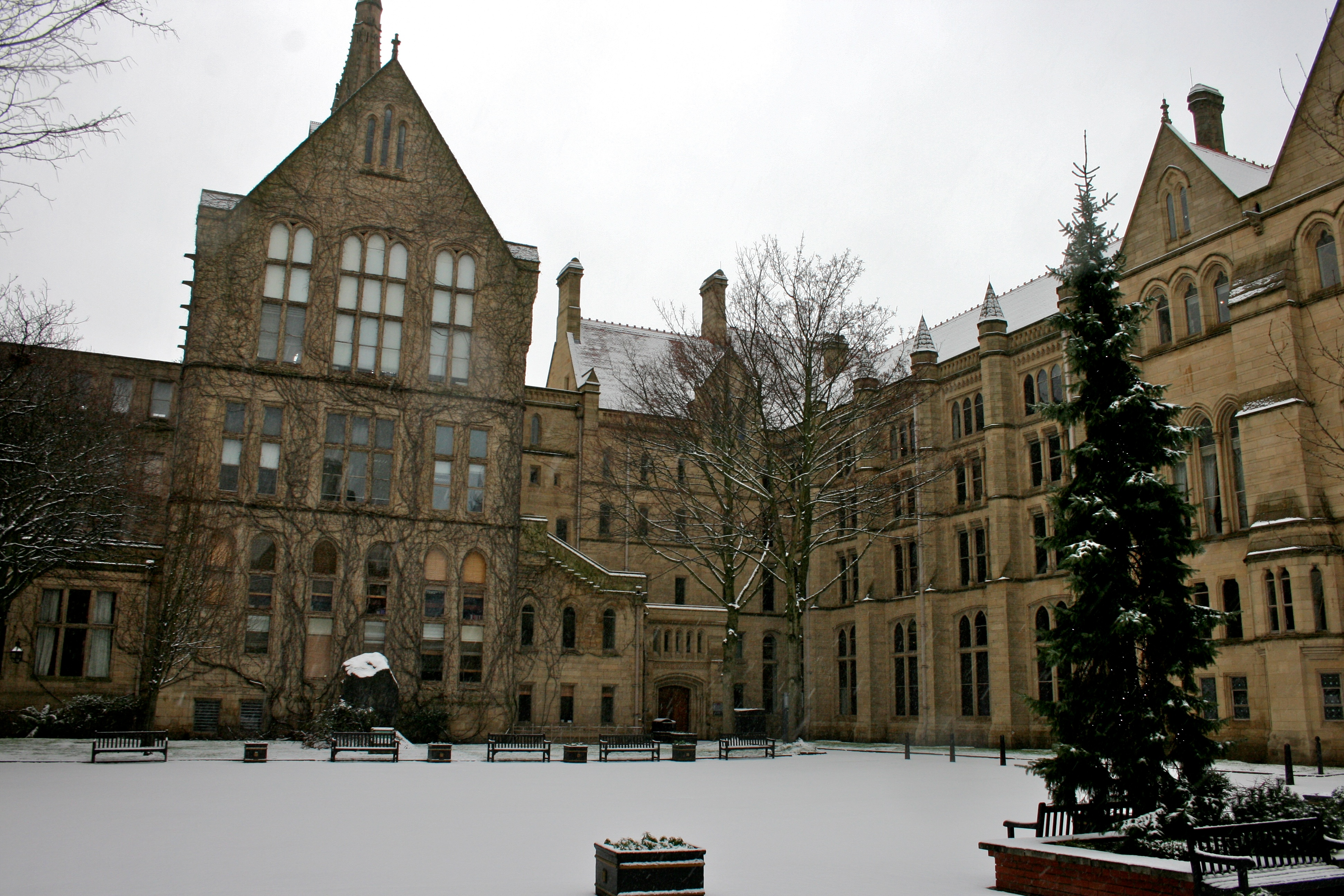
محوطه قدیمی دانشگاه منچستر در جاده آکسفورد

در ژانویه ۲۰۱۳ شیمی‌دانان این دانشگاه موفق به ساخت یک ماشین مولکولی شدند. اندازه این ماشین فقط چند نانومتر است. اجزاء این ماشین می‌توانند با الگوی ساختمانی مولکولی شبیه ریبوزوم در دی ان ای بر روی هم سوار شود. این نوآوری می‌تواند دقیقاً و به‌طور الگو در علم پزشکی و پلیمر مورد استفاده قرار گیرد.
بر اساس ارزیابی چارچوب برتری پژوهش (Research Excellence Framework) در سال ۲۰۱۴ بالغ بر ۸۳٪ از پژوهش‌های این دانشگاه در سطح پیشتاز جهانی یا ممتاز بین‌المللی رتبه‌بندی شده‌اند.

## رنکینگ
در رتبه‌بندی دانشگاه‌های جهان QS در سال ۲۰۲۰ دانشگاه منچستر در رده ۲۷ دنیا قرار گرفته‌است. همچنین در رتبه‌بندی مؤسسه تایمز در سال ۲۰۲۰ این دانشگاه رتبه ۵۵ را در بین دانشگاه‌های جهان از آن خود کرده‌است.

## دانشکده‌ها
دانشگاه منچستر دارای سه دانشکده می‌باشد:
- دانشکده زیست‌شناسی، پزشکی و سلامت
- دانشکده علوم انسانی
- دانشکده علوم مهندسی